# RARP
RARP (англ. Reverse Address Resolution Protocol — Обратный протокол преобразования адресов) — протокол сетевого уровня модели OSI, выполняет обратное отображение адресов, то есть преобразует физический адрес в IP-адрес.
Протокол применяется во время загрузки узла (например, компьютера), когда он посылает групповое сообщение-запрос со своим физическим адресом. Сервер принимает это сообщение и просматривает свои таблицы (либо перенаправляет запрос куда-либо ещё) в поисках соответствующего физическому адресу IP-адреса. После обнаружения найденный адрес отсылается обратно на запросивший его узел. Другие станции также могут «слышать» этот диалог и локально сохранить эту информацию в своих ARP-таблицах.
RARP позволяет разделять IP-адреса между нечасто используемыми хост-узлами. После использования каким-либо узлом IP-адреса он может быть освобождён и выдан другому узлу.
RARP является дополнением к ARP и описан в RFC 903.
RARP отличается от «обратного» ARP (Inverse Address Resolution Protocol, или InARP), описанного в RFC 2390, который предназначен для получения IP-адреса, соответствующего MAC-адресу другого узла. InARP является дополнением к протоколу разрешения адресов и используется для обратного поиска. RARP является скорее аналогом DHCP/BOOTP.